# 百々遺跡
座標: 北緯35度39分21.8秒 東経138度28分22.6秒 / 北緯35.656056度 東経138.472944度
百々遺跡（どうどういせき）は、山梨県南アルプス市百々にある遺跡。平安時代を中心とする集落遺跡。

## 概要
県内でも類例の少ない大規模な平安集落で、250棟以上の建物跡のほか、「甲斐」墨書土器や奈良三彩、遺跡全体で100体分を越えるウマ・ウシ骨が出土し、4体のウマ骨が土坑内に同時埋葬された遺構も見られる。ほか、八稜鏡、皇朝十二銭「神功開宝」や帯飾り、銅製錘、鍋被り葬遺構など多様な遺構・遺物が発見されており、中央政府と関係していた可能性を持つ西郡地域の中心的集落であると考えられている。

## 立地と地理的・歴史的環境
県中部、甲府盆地西部の西郡地域と呼ばれる釜無川以西地域に位置する。標高は335-340メートル付近。東部には釜無川が南流、北部には釜無支流の御勅使川が東流し、百々遺跡は御勅使川によって形成された広大な扇状地の扇央部に立地している。釜無・御勅使両河川は古来から盛んに川筋を変え、西郡地域に洪水被害を及ぼした河川で流域には幾筋もの古流路が分布しているが、北部には前御勅使川の、南部には御勅使川南流路など廃河川の川筋が位置している。
西郡地域は御勅使川の氾濫原であるため安定的な定住が困難であるため考古遺跡は希薄で遺跡の多くは流出していると考えられており、1972年（昭和47年）に白根町教育委員会による分布調査が実施されている程度であったが、1990年代後半には甲西バイパスや中部横断自動車道など西郡地域における開発に伴い相次いで発掘調査が行われ、西郡地域に平安・中世の集落遺跡が分布していることが明らかにされている。
律令制下では巨麻郡（巨摩郡）にあたるが、比定郷は不明。『和名類聚抄』に見られる等々力（とどろき）郷（「等々力」は山梨郡にあたる甲州市勝沼町等々力に比定しこれを巨摩郡の飛び地とする説が有力であるが、「等々力」が川筋に由来する地名であることから、「百々」の地名を遺称とし等々力郷に比定する説がある）や『続日本紀』承和2年（835年）条に見られる葛原親王に与えられた「巨麻郡馬相野空閑地五百町」に相当する地域であると考えられている。また、遺跡から南西に位置する南アルプス市高尾の穂見神社の御正体銘には「甲斐国八田御牧北鷹尾」と記されており、一体は中世に成立する八田牧（八田御牧、八田荘）に相当する地域であると考えられている。
百々遺跡の範囲は南北840メートルにわたるが、東西は土砂が堆積し遺跡分布の把握が不十分であるため、正確な規模は不明。
周辺には縄文・弥生に遡る遺跡も見られるが、主に奈良・平安時代から中世の集落遺跡が濃密に分布している。百々遺跡の東部には舞台遺跡、榎原・天神遺跡、榎原・石丸遺跡、坂ノ上姥神遺跡など百々遺跡と同時期の遺跡が見られ、これらは一帯の集落である可能性も指摘されている。
御勅使川前流路を挟んで百々遺跡から北部は御勅使川現流路と挟まれた野牛島一帯に大塚遺跡、石橋北屋敷遺跡、立石下遺跡など同じく平安・中世の野牛島遺跡群が分布している。
また、涌水点にあたる榎原の長谷寺は天平年間の開創伝承を持つ寺院で、十一面観音像が安置される。古くから原七郷の守護として信仰を集め雨乞いも行われていたといわれ、周辺（長谷寺遺跡）からは平安時代の遺物も出土している。
こういった野牛島・百々地域における遺跡の分布状況から、野牛島一帯で集落が収束する9世紀前半以降に御勅使川前流路を越えて百々地域へ集落が移転し、八田牧が成立する12世紀に両地域で広く開発が進み、等しく開発が行われた変遷過程が想定されている。

## 発掘調査と検出遺構・出土遺物
遺跡が分布する一帯は果樹園として土地利用がされていたが、1998年（平成10年）、建設省甲府工事事務所による国道52号（甲西道路）の改修、ならびに日本道路公団による中部横断自動車道の建設工事に伴い、同年5月7日から6月12日にかけて埋蔵文化財確認のため試掘調査が行われる。この調査で工事区画内の840メートルに渡り、弥生・古墳時代の遺構や遺物を伴うが平安時代の遺構や遺物を主体とする巨大集落の存在が推定され、翌1999年（平成11年）には山梨県教育委員会が依託を受け、工事と並行して山梨県埋蔵文化財センターによる発掘調査が実施された。
調査範囲は南北840メートル、43,600平方メートルにわたり、複数の小字地域を含むため遺跡名には大字の「百々」が取られる。調査は工事工程との調整を行いつつ行われ、1から6区の調査区が設定された。1999年（平成11年）度には高架脚工事が行われる路線の東側3分の2にあたる1-3区が、翌2000年（平成12年）度には高架下水道建設工事が行われる西側3分の1の4,5区の発掘調査が行われた。なお、遺跡の規模は調査範囲外にも及んでいると考えられている。
層序は耕作土層の下に暗褐色土層、黄褐色土層、さらに暗褐色土層の順で、はじめの暗褐色土層が平安時代の遺物包含層で、その下の黄褐色土層には遺構が掘り込まれている。さらにその下の暗褐色土層は弥生時代の遺物包含層となっている。

### 1区
1区は東側最北端に位置する。遺構は平安時代の竪穴建物跡80棟・掘立柱建物跡3棟・土坑23基・溝16条・ピット764基、畝状遺構1が検出されている。建物跡は8世紀後半から出現し、9世紀前半から10世紀後半を主体として、11世紀以降は減少する。建物跡の主軸は東西方向である。
出土遺物は遺構に伴い出土し、平安時代の土師器・須恵器・黒色土器・灰釉陶器・緑釉陶器・奈良三彩陶器・金属製品・石製品・鉄滓・炭化材・炭化種子が出土している。動物遺体では平安時代のウマ・シカ・イノシシが出土している。ほか、弥生時代の弥生土器や大型打製石斧も出土している。遺構外遺物は少ない。
動物遺体では土坑内外から出土しており、中でも18号土坑からは4体がウマの全身骨格が同時に埋葬された状態で出土している。4体の同時埋葬は山梨県内・国内でも類例の少なく、甲斐の黒駒伝承や文献史学における古代甲斐国の御牧との関わりからも注目されている。
出土土器には13点の墨書土器、17点の刻書土器が含まれ、墨書土器では「甲斐」「正」「五」「得」「木」、刻書土器では「キ」「×」「王」「生」などの文字が判読されている。特に31号建物跡から出土した国名の記された「甲斐」土師器坏は、類例が甲府市の大坪遺跡から出土した9-10世紀の土師器皿底面にヘラ書きされた「甲斐国山梨郡表門」が唯一であることからも注目されている。33号建物跡からは仏教関係の遺物であると考えられている奈良三彩小壺片が出土している。県内では韮騎市の宮ノ前遺跡（1992年）、南アルプス市の立石下遺跡（2001年）に続く県内で3例目の出土例となり、三彩・二彩の2点が出土している。

### 2・3区
2区は遺跡の東側中央に位置する。検出遺構は9-10世紀を中心とする平安時代の建物跡50棟・掘立柱建物跡11棟・多数の土坑多数・数条の溝状遺、畝状遺構3。出土遺物は土師器・須恵器・灰釉陶器・緑釉陶器・鏡（八稜鏡）・帯飾具・銅銭（皇朝十二銭「神功開宝」）・ウマ・ウシなどの動物遺体・やっとこ・鎌・刀子などの鉄器・砥石・碁石・丸石・石杵・鉄滓。
出土遺物のうち、土師器は内面が黒い甲斐型土器や信州系土器で、器種は坏、椀、皿、甕など。銅銭は43号建物跡から出土した皇朝十二銭「神功開宝」で、遺存状態は悪いものの一部の文字が識別されている。八稜鏡は34号建物跡の遺物が集中するカマド外右側の小穴内で、石に立てかけた状態で出土しておいる。文様が一部融解しているが、遺存状態は良い。八稜鏡は平安時代後期に化粧道具として貴族層に用いられたもので、県内では国衙地域である盆地東部から多く出土しており、百々遺跡に近い韮崎市の宮ノ前遺跡の出土事例もある。
動物遺体では二区からウマ・ウシ・ヒトの3種が出土している。ウマは建物跡などから出土し、頭骨のほか下切歯・上切歯・下顎歯・上顎歯が確認される。一分は咬耗（こうもう）が進んでいることが指摘される。ウシは頭骨・右中足骨のほか、下切歯・下顎歯・上顎歯・歯根部などが確認される。状態は未咬耗から萌出期、乳歯まで様々。ヒトは建物跡から臼歯片1点が出土している。

### 4・5区
4区は西側北半分に位置する。9-10世紀を中心とする平安時代の建物跡39棟、溝状遺構、くぼち配石状遺構、土坑・ピット、12世紀の鍋被り葬遺構、鎌倉時代の竪穴状遺構、土器・陶器類、ウマ・ウシ骨、銅製錘のほか、弥生・古墳土器。建物跡は遺存状態が良く、焼失した屋根材も検出されている。製鉄に関わる遺構は見られない。牛馬骨は建物内や土坑、溝状遺構から検出されている。
土坑内から土師器小片に伴い出土した銅製錘は束腰形で、重量は59.9グラム。県内では初の出土事例で、束腰形の銅錘は全国的にも出土事例が少なく、畿内の国府・官衙施設などで出土している。重量が不定量であることから、分銅ではなく竿秤に用いられたものであると考えられている。
鍋被り葬遺構は集落外縁に近い北端の4号土坑から検出されており、土坑には表面と内部に切り込みが入れられ意図的に分割された鍋形土器が南北両側に配置されている。北側からは人骨片が検出されているが、遺存状態が悪く病変などは認められていない。脚部には人骨が検出されていないが、土器形式から12世紀代の遺構で、土坑の大きさから屈葬であると考えられている。鍋被り葬は中部・関東地方から東北地方にかけて見られる中近世の墓制で、ハンセン病など特定疾患を患った人物への墓制であるとする説が提唱されている。百々遺跡の事例は鍋被り葬の年代をはるかに遡るものであるが、県内では類例が皆無で、平安集落における墓制が確認された事例も少なく、十分な検討は行われていない。

## 百々遺跡のウマ・ウシ
日本列島では古墳時代にウマが渡来するが、山梨県・長野県にあたる中部高地におけるウマの渡来は西日本に先行し、古墳時代の4世紀後半代からウマが導入されている。山梨県でも古墳時代から奈良・平安時代を中心に30以上の遺跡からウマ骨の出土事例がある。百々遺跡の近在では、甲斐市志田のお舟山古墳から古墳時代のウマが出土している。平安時代では大林上遺跡、大木戸遺跡からの出土事例が知られる。
中世では甲府市古府中町の武田氏館跡において、戦国時代から江戸時代初期に推定されるウマ1体があり、解剖学的位置を保ち埋葬された状態で出土している。これは仏教思想に基づく埋葬形態であるとされ、百々遺跡Ⅰ区・18号土坑のウマ埋葬も同様に西面北枕であることから、仏教に基づき埋葬事例であると考えられている。
山梨県内においてウマ遺体は百々遺跡をはじめ豊富な出土事例があるのに対し、ウシ遺体は南アルプス市十日市場の二本柳遺跡で鎌倉期の出土事例があるのみで、出土事例が少ない。百々遺跡におけるウシ遺体の出土事例は、西郡地域において平安時代からウシ飼育が行われていたことを示す資料として注目されている。百々遺跡では全体でウマとウシが半数程度出土し、近在の平安後期から鎌倉時代の二本柳遺跡や南アルプス市大師の大師東丹保遺跡ではウマが主体となり、その背景には甲斐源氏の進出により乗用に用いるウマが好まれた可能性が考えられている。
百々遺跡出土のウシは遺存状態が悪く、咬耗状態による年齢の推定は困難であるが、乳歯の状態から雌個体が初産を迎える16から28ヶ月の個体がやや多いと考えられている。古代において食用としてのウシを入手し飼育することが可能であったのは裕福な上層階級であり、百々遺跡も中央政府と結びつきの強い政治的集落であると推定されていることから、百々遺跡においてウマを上回る量のウシ遺体が出土している背景には、組織的な飼育技術の導入があったとも考えられている。